# Brumath
Brumath es una localidad y comuna francesa, situada en el departamento del Bajo Rin en la región de Alsacia.

## Historia

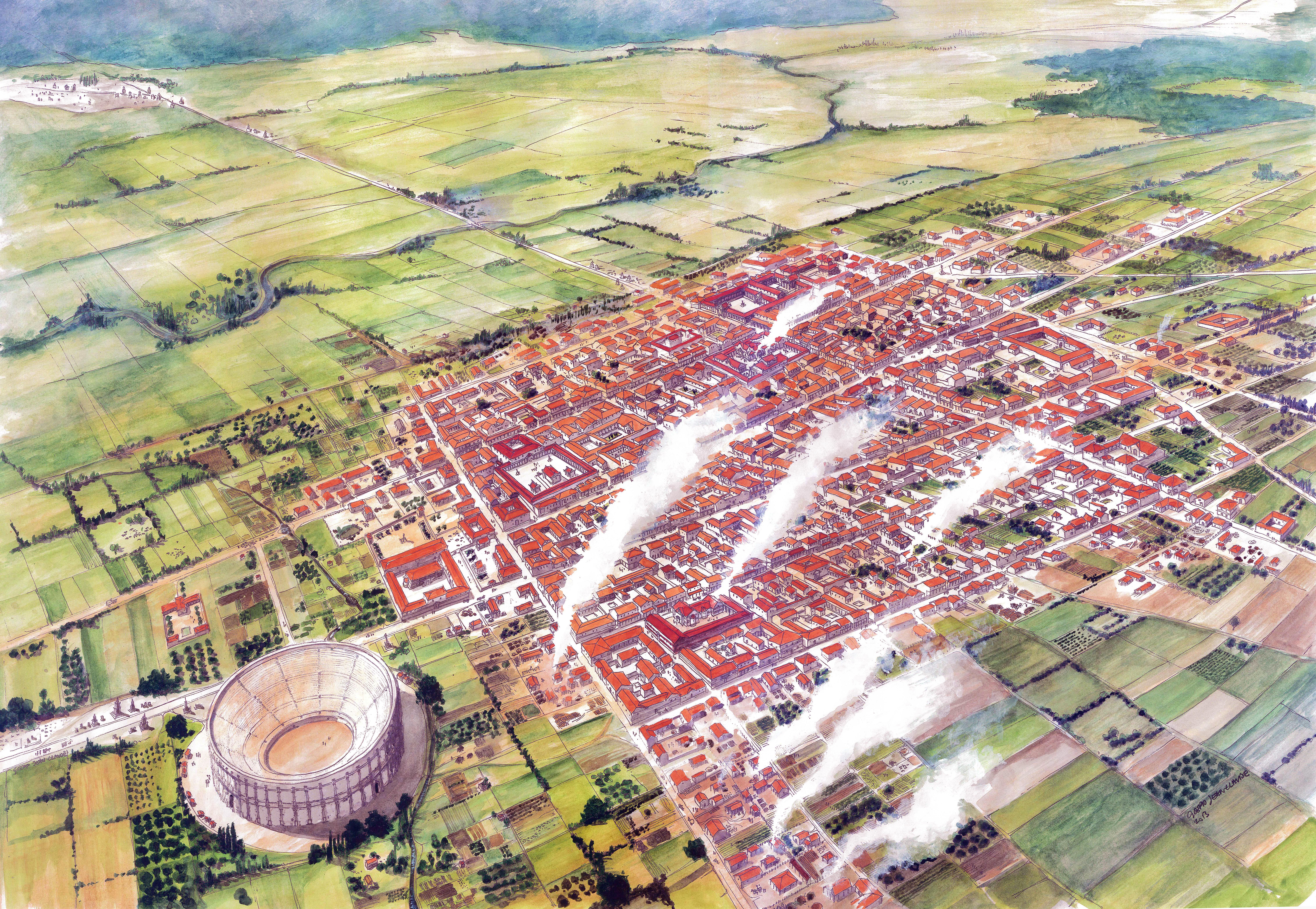
Brocomagus en el siglo II